# Емпаке Кариљо (Аоме)
Емпаке Кариљо (шп. Empaque Carrillo) насеље је у Мексику у савезној држави Синалоа у општини Аоме. Насеље се налази на надморској висини од 13 м.

## Становништво
Према подацима из 2010. године у насељу је живело 6 становника.

### Хронологија
| Година       | 2000        | 2005 | 2010 |
| ------------ | ----------- | ---- | ---- |
| Становништво | 20 (9 / 11) | 5    | 6    |

### Попис
| # | Индикатор                     | Вредност |
| - | ----------------------------- | -------- |
| 1 | Укупно домаћинстава           | 26       |
| 2 | Укупно насељених домаћинстава | 2        |
| 3 | Величина локације             | 1        |